# او هانا
او هانا (به کره‌ای: 오하나) (متولد ۸ ژانویه ۱۹۸۵ در سئونگنام، گیونگی-دو) بانوی شمشیرزن اهل کره جنوبی است. او برنده مدال برنز المپیک تابستانی ۲۰۱۲ در رشته فلوره تیمی زنان شد.